# Septilliard
Un septilliard est l'entier naturel qui vaut 1045 (1 000 000 000 000 000 000 000 000 000 000 000 000 000 000 000) ou 1 000 0007,5, soit mille septillions.
Mille septilliards est égal à un octillion (1048).